# Belagachhia
Belagachhia é uma vila no distrito de Cuttack, no estado indiano de Orissa.

## Demografia
Segundo o censo de 2001, Belagachhia tinha uma população de 4610 habitantes. Os indivíduos do sexo masculino constituem 51% da população e os do sexo feminino 49%. Belagachhia tem uma taxa de literacia de 74%, superior à média nacional de 59.5%; com 56% para o sexo masculino e 44% para o sexo feminino. 11% da população está abaixo dos 6 anos de idade.